# Białaczów (gromada)
Białaczów – dawna gromada, czyli najmniejsza jednostka podziału terytorialnego Polskiej Rzeczypospolitej Ludowej w latach 1954–1972.
Gromady, z gromadzkimi radami narodowymi (GRN) jako organami władzy najniższego stopnia na wsi, funkcjonowały od reformy reorganizującej administrację wiejską przeprowadzonej jesienią 1954 do momentu ich zniesienia z dniem 1 stycznia 1973, tym samym wypierając organizację gminną w latach 1954–1972.
Gromadę Białaczów z siedzibą GRN w Białaczowie utworzono – jako jedną z 8759 gromad na obszarze Polski – w powiecie opoczyńskim w woj. kieleckim, na mocy uchwały nr 13g/54 WRN w Kielcach z dnia 29 września 1954. W skład jednostki weszły obszary dotychczasowych gromad Białaczów, Parczów, Ilińsko i Ossa ze zniesionej gminy Białaczów w powiecie opoczyńskim oraz obszar dotychczasowej gromady Sobień ze zniesionej gminy Sworzyce w powiecie koneckim. Dla gromady ustalono 27 członków gromadzkiej rady narodowej.
31 grudnia 1959 do gromady Białaczów przyłączono wsie Miedzna Drewniana i Wąglany ze zniesionej gromady Miedzna Drewniana oraz wieś Zakrzów ze zniesionej gromady Skronina.
Gromada przetrwała do końca 1972 roku, czyli do kolejnej reformy gminnej. 1 stycznia 1973 reaktywowano gminę Białaczów.